# Macropitthea ichnolepida
Macropitthea ichnolepida là một loài bướm đêm trong họ Geometridae.